# Ferriol Macip i Bonet
 (décembre 2016).
Ferriol Macip i Bonet (né le 7 novembre 1969 à Barcelone) est un journaliste, traducteur, musicien, occitaniste et espérantiste catalan.

## Biographie
En tant que journaliste, il est rédacteur, éditeur et animateur de l'édition aranaise de l'émission d'information en occitan #aranésòc, coproduite par Barcelona TV et l’Association de Diffusion Occitane en Catalogne (Associació per la Difusió d'Occitània a Catalunya - ADÒC).
Depuis 2012, il dirige le quotidien numérique en occitan Jornalet,.
Il a été corédacteur de Freqüències (1992-1993) et de Kataluna Esperantisto (2004-2010), revue pour laquelle il est actuellement graphiste, ainsi que du magazine international Monato. Il a aussi été coordinateur professionnel de l'association catalane d'espéranto (eo) où, entre autres activités, il met en œuvre KIS TV, le service d'information télévisé.
En tant que traducteur, il collabore a plusieurs institutions, comme le Conseil général d'Aran, l'Institut d'études occitanes et le Cercle de jumelage occitano-catalan.